# MM Magazyn Przemysłowy
MM Magazyn Przemysłowy – branżowy miesięcznik techniczny powstały w październiku 1993 roku, wydawany początkowo przez wydawnictwo MM Edytor z Katowic, następnie przez wydawnictwo Vogel Business Media sp. z o.o. Od 2011 roku wydawany we Wrocławiu przez wydawnictwo Raven Media sp. z o.o. na licencji Vogel Business Media GmbH & Co. KG.
Czasopismo MM Magazyn Przemysłowy jest interdyscyplinarnym magazynem technicznym poruszającym tematy związane z szeroko rozumianym przemysłem, dotyczące zarządzania przedsiębiorstwem, technologii produkcji, logistyki, zarządzania jakością, infrastruktury IT, pomiarów przemysłowych, automatyzacji i robotyzacji produkcji. Na łamach pisma są prezentowane zagadnienia dotyczące gospodarki, ekonomiki przedsiębiorstw, prawa oraz raporty i analizy rynkowe.
Zawartość redakcyjną czasopisma można podzielić na trzy główne sekcje:
- Rynek – w której publikowane są raporty, aktualności i informacje o nowościach produktowych,
- Zarządzanie – w tym dziale znajdują się informacje związane z zarządzaniem przedsiębiorstwem,
- Technika i technologia – jest to najważniejszy dział czasopisma, w którym publikowane są artykuły techniczne na temat najnowszych technologii i technik wykorzystywanych w produkcji i w przemyśle[2].

Czasopismo MM Magazyn Przemysłowy należy do międzynarodowej grupy branżowych publikacji specjalistycznych dla przemysłu, oznaczonych wspólną marką MM, wywodzącą się od tytułu tygodnika MM Machinenmarkt, wydawanego od 1897 roku przez wydawnictwo Vogel Business Media GmbH & Co. KG z siedzibą w Würzburgu w Niemczech.

## Kolejni redaktorzy naczelni[3]
- Jerzy Bukowski (1993–1999)
- Robert Ruszkiewicz (1999–2008)
- Marcin Bieńkowski (od 2009-2013)
- Paweł Kruk (od 2013-)